# Rudolf Hell

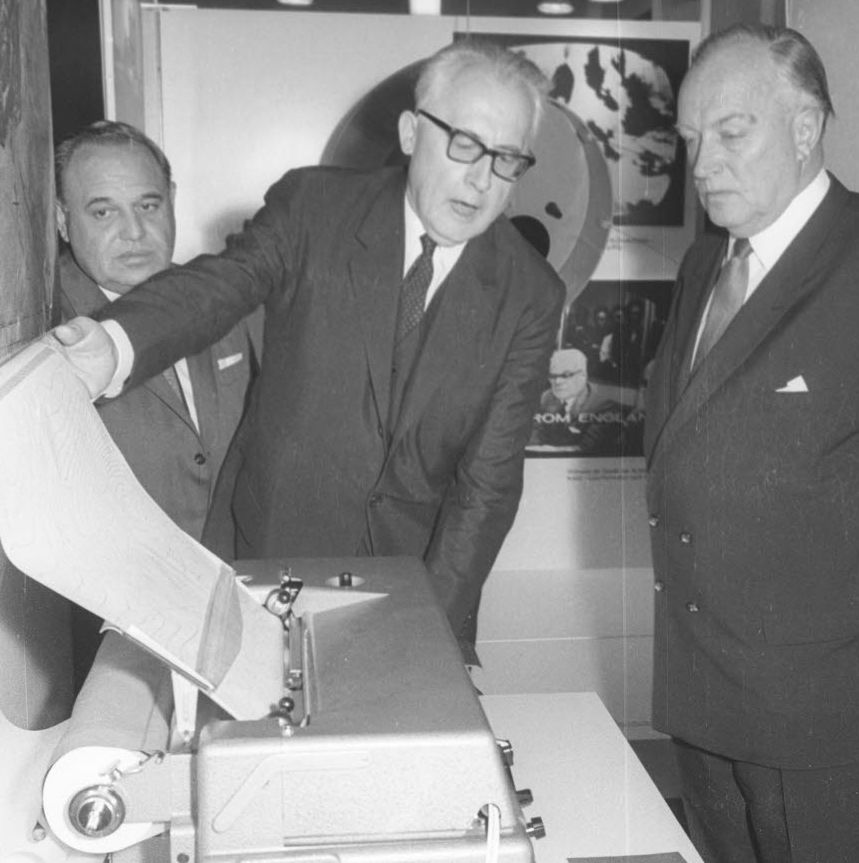
Rudolf Hell (midden)

Dr.-Ing. Rudolf Hell (Eggmühl, 19 december 1901 – Kiel, 11 maart 2002) was een Duits uitvinder. Een van zijn bekendste uitvindingen is de Hellschreiber, een vroege voorloper van de fotografische faxmachine. Daarnaast speelde hij een belangrijke rol in opkomst van de moderne grafische industrie.

## Biografie
Als zoon van spoorwegbeambte Karl Hell werd Rudolf in 1901 geboren in het stationsgebouw van het Beierse gehucht Eggmühl, ongeveer 50 km ten zuiden van Regensburg. Zijn moeder Lidwina Meyerring was de dochter van een landbouwer annex brouwerijeigenaar. Hij was de jongste van drie zonen. Op zesjarige leeftijd verhuisde het gezin Hell naar Eger, waar zijn vader hoofd werd van het goederenemplacement. Na vier jaar lagere school bezocht hij de middelbare school Redolphinum, waar natuur- en wiskunde zijn lievelingsvakken waren. Ook ontwikkelde hij hier zijn passie voor de wetenschap.
Vanaf 1919 studeerde hij elektrotechniek aan de Technische Hogeschool München, die hij in 1923 met de academische graad ingenieur afsloot. Aansluitend daarop werkte hij als assistent voor professor Max Dieckmann in het Drahtlostelegraphische und Luftelektrischen Versuchsstation Gräfelfing (DVG) van de universiteit van München. Reeds in 1925 bedacht hij de foto-elektrische "Bildzerlegeröhre" (beelddissectiebuis) voor de televisie. Samen demonstreren ze een voorloper van een televisiezender op de Gewerbeausstellung (Nijverheidstentoonstelling) in München. In 1927 promoveerde hij met de "direct-aanwijzende radiopeiler voor de luchtvaart", voorloper van de automatische piloot. Een Amerikaanse onderneming betaalde hem voor de licentierechten 20.000 Reichsmark.

## Dr.-Ing. Rudolf Hell GmbH
De gepromoveerde Hell liet een academische carrière aan zich voorbijgaan. Onder het motto 'Ieder mens moet zelfstandig zijn' richtte hij in 1929 zijn eigen bedrijf op in Neubabelsberg, tussen Berlijn en Potsdam. Datzelfde jaar kwam hij met de Hellschreiber – een apparaat voor de elektrische overdracht van lettertekens via stipjes en streepjes – waar hij octrooi op verkreeg. In 1931 ontwikkelde hij een moderne uitvoering van het morsetoestel, terwijl zijn Hellschreiber in grote aantallen door Siemens werd geproduceerd. Het apparaat werd – vanwege de hoge kwaliteit van transmissie – vooral gebruikt door nieuwsagentschappen, postkantoren en de politie.
Het bedrijf verhuist naar Berlin-Dahlem, waar het zich tijdens de Tweede Wereldoorlog vooral bezighield met codeermachines voor de Kriegsmarine. Gedurende de oorlog worden zijn fabrieksgebouwen door geallieerde bommenwerpers volledig in de as gelegd, maar na de oorlog heropend hij zijn bedrijf in het Noord-Duitse Kiel-Dietrichsdorf. Hier vond hij een elektronisch graveerapparaat uit, waarmee afbeeldingen elektronisch gescand konden worden en direct worden omgezet in een drukblok. De Klischograph (clichégraaf) maakte het publiceren van fotomateriaal in dagbladen veel sneller en eenvoudiger.
Hij bleef als technicus doorwerken en vond diverse scanners en lichtdrukmachines uit voor de grafische en elektronische industrie. In 1963 kwam hij een eerste versie van de kleurenprinter. In 1965 kwam hij met de "Digiset", een digitale zetmachine die het gebruik van lood in zetterijen uitbande. Zijn uitvindingen waren een groot succes. 
Als ondernemer was hij erg betrokken met het welzijn van zijn werknemers. Zo liet hij voor zijn personeel bedrijfswoningen bouwen en regelde hij pensioenvoorzieningen. Als geheelonthouder was Hell onverbiddelijk waar het alcoholische drank betrof. Wie betrapt werd op het gebruik ervan in zijn fabriek kreeg meteen zijn ontslag. In 1981 verkreeg Siemens AG – die van begin af aan een toenemend belang in de onderneming had opgebouwd – de resterende 20% van het bedrijf in handen, om het in 1989 door te verkopen aan Linotype. Linotype-Hell zelf werd in 1996 door de Heidelberger Druckmaschinen AG overgenomen. Tot aan zijn pensionering was Hell, na de overname van zijn bedrijf door Siemens, erevoorzitter in de raad van toezicht.
Gedurende zijn leven werd hij onderscheiden met verscheidene prijzen, waaronder de Großes Verdienstkreuz zum Verdienstorden der Bundesrepublik Deutschland (1967), de Gutenberg-Preis (1977), de Werner-von-Siemens-ring (1978) en was ereburger van de stad Kiel.